# Marizza Faría
Marizza Alejandra Faría Servín (* 20. August 1983 in Asunción, Paraguay) ist eine ehemalige paraguayische Handballspielerin, die dem Kader der paraguayischen Nationalmannschaft angehörte. Seit 2022 ist sie Trainerin der Nationalmannschaft.

## Vereinskarriere
Faría spielte erstmals im Alter von acht Jahren in der Schule Handball. Ihr erster Verein war Deportivo Recolet. Als Nächstes spielte sie bei Club Cerro Porteño, für den sie sechs Spielzeiten auflief. Nachdem die Rückraumspielerin eine Saison für Deportivo San José gespielt hatte, wechselte sie zum spanischen Verein CBF Monóvar. Im Sommer 2010 schloss sie sich dem spanischen Erstligisten CBF Elda an. Mit Elda nahm sie in den Spielzeiten 2010/11 sowie 2011/12 an europäischen Pokalwettbewerben teil. Zur Saison 2012/13 wechselte sie zum Ligakonkurrenten CBM Mar Alicante. Im Sommer 2014 schloss sich Faría dem Erstligisten CBM Elche an, den sie ein Jahr später in Richtung BM La Calzada verließ. Nach der Saison 2022/23 beendete sie ihre Karriere.

## Auswahlmannschaften
Faría nahm mit dem Nationalteam Paraguays an der Weltmeisterschaft 2007, der Weltmeisterschaft 2013, der Weltmeisterschaft 2017 und der Weltmeisterschaft 2021 teil. Bei der Panamerikameisterschaft 2017 errang sie mit Paraguay die Bronzemedaille. Weiterhin wurde sie in das All-Star-Team des Turniers gewählt. 2013 gewann sie mit der Nationalmannschaft die Goldmedaille bei den Juegos Bolivarianos in Trujillo in Peru, 2016 gewann sie eine Silbermedaille im Beachhandball bei den Juegos Bolivarianos de Playa in Iquique in Chile.

## Trainerin
Seit 2022 ist Faría Trainerin der paraguayischen Nationalmannschaft. Seit der Saison 2023/24 gehört sie weiterhin dem Trainerstab von BM La Calzada an.

## Privates
Farías Tochter Yeruti „Tutti“ Giménez Faría spielte ebenfalls beim BM La Calzada. Ihre gemeinsame Teilnahme an einem Spiel der División de Honor femenina de balonmano wurde als „sie haben Geschichte geschrieben“ ( han hecho historia) gewertet. Faría war 38 Jahre alt, ihre Tochter 16.